# Syndrome de l'artère spinale antérieure
Le syndrome de l'artère spinale antérieure ou syndrome de Preobraschenski, correspond à un ensemble de symptômes comprenant, une ischémie (arrêt de l'irrigation sanguine) de la moelle spinale due à une affection des artères permettant de nourrir la région antérieure (en avant) de la moelle spinale au niveau du cou, du thorax et d'un rachis lombaire.

## Anatomie
Le syndrome de l'artère spinale antérieure touche principalement l'artère irriguant la partie antérieure de la moelle spinale.
L'obstruction, le plus souvent athéromateuse, de l'artère spinale antérieure, aboutit à une ischémie de la partie antérieure de la moelle spinale.

## Symptôme
Selon le niveau de l'atteinte (cervical, dorsal ou lombaire), le syndrome de l'artère spinale antérieure se manifeste par la survenue brutale, dans le territoire considéré, de troubles moteurs (quadriplégie ou paraplégie), de troubles sensitifs (anesthésie complète ou anesthésie thermique), de troubles sphinctériens (incontinence ou rétention). Habituellement, l'évolution est favorable, avec régression des troubles.